# Roosevelt (альбом)
Roosevelt — дебютный студийный альбом немецкого музыканта и продюсера Roosevelt (Marius Lauber), изданный 19 августа 2016 года на студии City Slang и Greco-Roman.

## Отзывы
| Совокупная оценка    | Совокупная оценка |
| Источник             | Оценка            |
| -------------------- | ----------------- |
| Metacritic           | 73/100            |
| Оценки критиков      |                   |
| Источник             | Оценка            |
| AllMusic             | [ 2 ]             |
| Exclaim!             | 7/10              |
| The Independent      | [ 4 ]             |
| The Line of Best Fit | 6/10              |
| No Ripcord           | 6/10              |
| Paste                | 8.2/10            |
| Pitchfork            | 7.0/10            |

Альбом получил положительные отзывы музыкальной критики и интернет-изданий. Roosevelt получил оценку 73 из 100 на агрегаторе рецензий Metacritic на основе девяти отзывов критиков, что свидетельствует о «в целом благоприятном» приёме. Марси Донелсон из AllMusic считает, что «инди-поп Roosevelt, пропитанный техно, умудряется включать в себя танцевальные тропы (прямая бочка ударных, мелодии Casio 80-х, иногда тропические инструменты и т. д.), не превращаясь в простое упражнение в стиле. Бит, грув и мелодичные хуки подхватывает ветерок, который задерживается над поп-формами — по большей части». Райан Макнатт из Exclaim! описал альбом как «поп-музыку в центре Эпкота: ностальгия по видению будущего другого поколения», но отметил, что «поездка стоит того», поскольку «Лаубер обладает впечатляющим знанием ритма, что очень помогает его медленно разгорающимся композициям».
Бен Роснер из Paste назвал его «выигрышной дебютной пластинкой, наполненной проницательным продюсированием, хорошо продуманным лирическим содержанием, манящими аккордами, красивыми мелодиями и пропитанными солнцем припевами». Эллис Виктория из No Ripcord заявила, что «для дебютного альбома это невероятно уверенная работа. Здесь есть несколько по-настоящему захватывающих композиций, а его перфекционизм в отношении структуры обеспечивает плавное многократное прохождение. Это надёжная и умелая демонстрация его сильных сторон как танцевального продюсера и его слуха для хука».
Рецензируя альбом для Pitchfork, Кэмерон Кук отметил, что он «звучит как почти научный подход к летней танцевальной пластинке; коктейль из диско, французских ноток, ибицкого хауса, яхт-рока и электропопа, который вызывает в памяти какой-то переполненный танцпол с тики-торч, затерянный на средиземноморском побережье». Энди Гилл из The Independent нашёл, что альбом имеет «хитрое звуковое оформление и ретро-вкусы сродни Random Access Memories, но вместо 70-х годов он с нежностью смотрит на раннюю эру рейва». Джон Белл из The Line of Best Fit написал, что такие треки, как «Fever» и «Closer», хотя и являются «поп-гимном» и «мечтательным завершением пластинки» соответственно, «лишены чего-то, что обещали первые ощущения, и так собраны вместе, что кажется, будто дебют не стоит больше суммы своих частей».

## Список композиций
| №                   | Название            | Длительность |
| ------------------- | ------------------- | ------------ |
| 1.                  | «Intro»             | 1:31         |
| 2.                  | «Wait Up»           | 4:22         |
| 3.                  | «Night Moves»       | 4:56         |
| 4.                  | «Belong»            | 3:57         |
| 5.                  | «Moving On»         | 4:43         |
| 6.                  | «Heart»             | 4:05         |
| 7.                  | «Colours»           | 4:19         |
| 8.                  | «Sea»               | 4:26         |
| 9.                  | «Daytona»           | 2:53         |
| 10.                 | «Fever»             | 4:24         |
| 11.                 | «Hold On»           | 3:27         |
| 12.                 | «Close»             | 3:40         |
| Общая длительность: | Общая длительность: | 46:43        |

## Чарты
| Чарт (2016)                                        | Высшая позиция |
| -------------------------------------------------- | -------------- |
| Австрия (Ö3 Austria)                               | 36             |
| Нидерланды (Album Top 100)                         | 155            |
| Германия (Offizielle Top 100)                      | 27             |
| Швейцария (Schweizer Hitparade)                    | 33             |
| Великобритания (UK Independent Albums Chart)       | 49             |
| Австралия (Top Dance/Electronic Albums, Billboard) | 11             |